# Dercy Gonçalves
Dolores Gonçalves Costa, artísticamente conocida como Dercy Gonçalves (Santa Maria Madalena, 23 de junio de 1907 — Río de Janeiro, 19 de julio de 2008), fue una actriz, humorista y cantante brasileña, oriunda del teatro de revista, notable por sus participaciones en la producción cinematográfica brasileña entre las décadas de 1950 y 1960. Fue reconocida por el Guinness Book como la actriz de carrera más larga en la historia mundial (86 años).
Celebrada por sus entrevistas irreverentes, bien humoradas y empleo constante de palabrotas, fue una de las mayores exponentes del teatro de improviso en Brasil.